# Chema Adeva
José María Adeva Ramos, conocido artísticamente como Chema Adeva (Madrid, 10 de diciembre de 1954) es un actor español. Ha interpretado el papel del general Simón Pérez de Ayala en la telenovela El secreto de Puente Viejo y el de Mario Sasi Alonso en la telenovela Dos vidas.

## Biografía
Chema Adeva nació el 10 de diciembre de 1954 en Madrid (España), y además de actuar en cine y televisión también se ha dedicado al teatro.

## Carrera
Chema Adeva ha actuado en diversas películas como en 1986 en Dragón Rapide, en 1996 en La niña de tus sueños, en 1998 en El conductor, en 1999 en Las huellas borradas, en 2010 en Pájaros de papel, en 2015 en Berserker, en 2016 en Tarde para la ira, en 2017 en Verónica, en 2018 en Todos lo saben, en 2021 en El Cover y en Madres paralelas. También protagonizó cortometrajes como 1992 en La viuda negra, 1996 en Big Wendy, 2000 en Capitán General y 2008 en La lotería.
Además de haber actuado en cine, también ha intervido en diversas series de televisión como en 1983 en Estudio 1, en 1991 en Taller mecánico, en 1994 en Villarriba y Villabajo, en 1997 en Médico de familia, en 1998 y 1999 en Manos a la obra, en 1999 en ¡Qué grande es el teatro!, en 2000 y 2007 en Hospital Central, en 2001 y 2002 en Policías, en el corazón de la calle, en 2006 en SMS, sin miedo a soñar, en 2007 en Cuenta atrás, en 2009 Águila Roja, en 2013 en Gran Hotel, en 2017 en Vergüenza, en 2018 en Estoy vivo, en 2020 en Caronte y en 2022 en Apagón y en Cristo y Rey. También ha protagonizado telenovelas como en 2017 en Amar es para siempre, en 2018 en El secreto de Puente Viejo y en 2021 y 2022 en Dos vidas.

## Filmografía

### Cine
| Año  | Título                | Personaje                           | Director         |
| ---- | --------------------- | ----------------------------------- | ---------------- |
| 1986 | Dragón Rapide         | Oficial ayudante del general Franco | Jaime Camino     |
| 1996 | La niña de tus sueños | Conserje                            | Jesús R. Delgado |
| 1998 | El conductor          | Dueño gargaje                       | Jorge Carrasco   |
| 1999 | Las huellas borradas  | Frutos                              | Enrique Gabriel  |
| 2010 | Pájaros de papel      | Eugenio                             | Emilio Aragón    |
| 2015 | Berserker             | Alberto Mingolarra                  | Pablo Hernando   |
| 2016 | Tarde para la ira     | Médico                              | Raúl Arévalo     |
| 2017 | Verónica              | Romero                              | Paco Plaza       |
| 2018 | Todos lo saben        | Vecino del pueblo                   | Asghar Farhadi   |
| 2021 | El Cover              | Jefe Terraza                        | Secun de la Rosa |
| 2021 | Madres paralelas      | Actor                               | Pedro Almodóvar  |

### Televisión
| Año        | Título                              | Personaje                    | Cadeña         | Notas         |
| ---------- | ----------------------------------- | ---------------------------- | -------------- | ------------- |
| 1983       | Estudio 1                           |                              | La 1           | 1 episodio    |
| 1991       | Taller mecánico                     |                              | La 1           | 1 episodio    |
| 1994       | Villarriba y Villabajo              |                              | La 1           | 1 episodio    |
| 1997       | Médico de familia                   | Telecinco                    |                | 1 episodio    |
| 1998-1999  | Manos a la obra                     | Antena 3                     | 3 episodios    |               |
| 1999       | ¡Qué grande es el teatro!           | Carrizales                   |                | 1 episodio    |
| 2000, 2007 | Hospital Central                    | Darío                        | Telecinco      | 5 episodios   |
| 2000, 2007 | Hospital Central                    | Profesor                     | Telecinco      | 5 episodios   |
| 2000, 2007 | Hospital Central                    | Vecino                       | Telecinco      | 5 episodios   |
| 2001-2002  | Policías, en el corazón de la calle | Antonio                      | Antena 3       | 13 episodios  |
| 2006       | SMS, sin miedo a soñar              |                              | La Sexta       | 15 episodios  |
| 2007       | Cuenta atrás                        | Pasajero avión               | Cuatro         | 1 episodio    |
| 2009       | Águila Roja                         |                              | La 1           | 1 episodio    |
| 2013       | Gran Hotel                          | Embalsamador                 | Antena 3       | 1 episodio    |
| 2017       | Amar es para siempre                |                              | Antena 3       | 17 episodios  |
| 2017       | Vergüenza                           | #0                           | 3 episodios    |               |
| 2018       | El secreto de Puente Viejo          | General Simón Pérez de Ayala | Antena 3       | 9 episodios   |
| 2018       | Estoy vivo                          | Armando                      | La 1           | 5 episodios   |
| 2020       | Caronte                             |                              | Cuatro         | 1 episodio    |
| 2021-2022  | Dos vidas                           | Mario Sasi Alonso            | La 1           | 255 episodios |
| 2022       | Apagón                              | Jefe Oncología               | Movistar Plus+ | 1 episodio    |
| 2022       | Cristo y Rey                        | Cristóforo                   | Antena 3       | 7 episodios   |

### Cortometrajes
| Año  | Título          | Personaje | Director                    |
| ---- | --------------- | --------- | --------------------------- |
| 1992 | La viuda negra  | Jaime     | Jesús R. Delgado            |
| 1996 | Big Wendy       | Portero   | Juan Martínez Moreno        |
| 2000 | Capitán General | Casimiro  | Arturo Ruiz Serrano         |
| 2008 | La lotería      |           | Javier Rodríguez de Fonseca |

## Teatro
| Año                     | Título                              | Autores                     | Adaptator                     | Director          | Teatro |
| ----------------------- | ----------------------------------- | --------------------------- | ----------------------------- | ----------------- | ------ |
|                         | Los cuernos de don Friolera         | Valle Inclán                |                               | Carlos Vides      |        |
| El mal de la Juventud   | Ferdinand Bruckner                  | Antonio Malonda             |                               |                   |        |
| Las bizarrías de Belisa | Lope de Vega                        | Carlos Vides                |                               |                   |        |
| Pareja abierta          | Franca Rame y Darío Fo              | Quique Silva                |                               |                   |        |
| El celoso extremeño     | Miguel de Cervantes                 | Rafa Ruiz                   |                               |                   |        |
| Candido                 | Voltaire                            | Rafa Ruiz                   |                               |                   |        |
| Los enfermos            | Antonio Álamo                       | Rosario Ruíz                | Teatro de la Abadía de Madrid |                   |        |
| Dionisio guerra         | Julio Salvatierra                   | Álvaro Lavín                |                               |                   |        |
| El tartufo              | Molière                             | Fernando Romo               |                               |                   |        |
| 2010                    | Estellado                           | Javier Rodríguez de Fonseca | Carlos Vides                  |                   |        |
| 2010-2011               | Falstaff                            | Giuseppe Verdi              | Andrés Lima                   |                   |        |
| 2011                    | Gaviostas subterráneas              | Alfonso Vallejo             | Carlos Vides                  |                   |        |
| 2012-2013               | Elling                              | Ingvar Ambjornsen           | David Serrano                 | Andrés Lima       |        |
| 2014-2015               | Los mácrez                          |                             | Juan Cavestany                | Andrés Lima       |        |
| 2015-2016               | Galileo                             | Ernesto Caballero           | Ernesto Caballero             | Ernesto Caballero |        |
| 2016                    | El laberinto mágico                 | Max Aub                     | José Ramón Fernández          | Ernesto Caballero |        |
| 2016                    | Tratos                              | Argel de Cervantes          | Ernesto Caballero             | Ernesto Caballero |        |
| 2017                    | Jardiel un escritor de Ida y Vuelta | Ernesto Caballero           | Ernesto Caballero             | Ernesto Caballero |        |
| 2017                    | Sueño                               |                             | Andrés Lima                   | Andrés Lima       |        |